# Liste des hélicoptères militaires des forces armées des États-Unis
Ceci est la liste des hélicoptères militaires utilisés par les forces armées des États-Unis . La liste inclut également les projets et prototypes d'hélicoptères conçus pour l’armée américaine. La liste est triable en fonction de plusieurs critères (Nom, désignation, constructeur, date de premier vol, date de mise en service et nombre d'appareils construit).

## Liste
| Nom                             | Type                                                               | Constructeur                                             | Image | Notes | Premier vol | Mise en service                | Nombre d'appareils                            |
| ------------------------------- | ------------------------------------------------------------------ | -------------------------------------------------------- | ----- | --- | ----------- | ------------------------------ | --------------------------------------------- |
| Platt-LePage XR-1               | Hélicoptère                                                        | Platt-LePage Aircraft Company (en)                       |       | Prototype. Programme annulé en 1946. | 1941        |                                | 2                                             |
| Sikorsky R-4                    | Hélicoptère                                                        | Sikorsky Aircraft Corporation                            |       | Premier hélicoptère à être utilisé dans l'USAF. | 1942        | ?                              | 131                                           |
| Sikorsky H-5                    | Hélicoptère                                                        | Sikorsky Aircraft Corporation                            |       | | 1943        | 1945-1957                      | 300                                           |
| Sikorsky R-6                    | Hélicoptère                                                        | Sikorsky Aircraft Corporation                            |       | Cet appareil est l'un des rares hélicoptères qui servit lors de la Seconde Guerre mondiale.                                                                      | 1943        | 1945-1951                      | 225                                           |
| Kellett R-8                     | Hélicoptère                                                        | Kellett Autogiro Corporation                             |       | Prototype. Programme annulé en 1946. | 1944        | Jamais                         | 2                                             |
| Bell H-13 Sioux                 | Hélicoptère multirôle                                              | Bell Aircraft Corporation                                |       | Dérivé du modèle civil Bell 47. | 1945        | 1946-1974                      | 2407                                          |
| Piasecki HRP Rescuer (en)       | Hélicoptère de recherches et de sauvetages en mer.                 | Piasecki Helicopter                                      |       | Premier hélicoptère américain spécifiquement conçu pour le sauvetage en mer.                                                                                     | 1945        | 1947-1955                      | 28                                            |
| Firestone XR-9 (en)             | Hélicoptère multirôle.                                             | Firestone Aircraft Company                               |       | | 1946        | Jamais                         | 2                                             |
| Bell YR-12 (en)                 | Hélicoptère multirôle                                              | Bell Aircraft Corporation                                |       | N'a pas dépassé le stade de la présérie. | 1946        | Jamais                         | 13                                            |
| Kellett XR-10 (en)              | Hélicoptère de transport                                           | Kellett Autogiro Corporation                             |       | Prototype. Programme annulé en 1949. | 1947        | Jamais                         | 2                                             |
| Kaman HTK (en)                  | Hélicoptère d'entraînement                                         | Kaman                                                    |       | Prototype. Programme annulé en 1951. | 1947        | Jamais                         | 4                                             |
| Sikorsky HO5S                   | Hélicoptère utilitaire                                             | Sikorsky Aircraft Corporation                            |       | | 1947        | 1951-?                         | 93                                            |
| Sikorsky XHJS (en)              | Prototype d'hélicoptère utilitaire embarqué.                       | Sikorsky Aircraft Corporation                            |       | Prototype, jamais construit en série. | 1947        | Jamais                         | 2                                             |
| Kaman HH-43 Huskie              | Hélicoptère multirôle                                              | Kaman (entreprise)                                       |       | | 1947        | 1958-1973                      |                                               |
| McDonnell XH-20 (en)            | Hélicoptère expérimental                                           | McDonnell                                                |       | | 1947        | 1947-1950                      | 2                                             |
| Piasecki HUP                    | Hélicoptère de transport                                           | Piasecki Helicopter                                      |       | Surnommé « Army Mule ». | 1948        | 1949-1964                      | 339                                           |
| Hiller UH-12 Raven              | Hélicoptère multirôle                                              | Hiller Aircraft Company                                  |       | | 1948        | 1950- ?                        | 2000                                          |
| Sikorsky H-19                   | Hélicoptère utilitaire                                             | Sikorsky Aircraft Corporation                            |       | | 1949        | 1950- ?                        | 1102                                          |
| McCulloch H-30 (en)             | Hélicoptère utilitaire                                             | McCulloch (en)                                           |       | | 1951        | Jamais.                        | 3                                             |
| Vertol H-21                     | Hélicoptère de transport                                           | Piasecki Helicopter                                      |       | Cet hélicoptère est le premier à effectuer un vol transcontinental à travers les États-Unis en 1956.                                                             | 1952        | 1954-1967                      | 707                                           |
| Piasecki YH-16 (en)             | Hélicoptère de transport                                           | Piasecki Helicopter                                      |       | | 1953        | Jamais                         | 2                                             |
| Cessna H-41 Seneca (en)         | Hélicoptère léger                                                  | Cessna                                                   |       | Unique hélicoptère construit en série par l'avionneur Cessna. | 1953        | 1956-1964                      | 25                                            |
| Bell HSL (en)                   | Hélicoptère de lutte anti-sous-marine                              | Bell                                                     |       | Seul modèle d'hélicoptère birotor en tandem conçu et réalisé par Bell.                                                                                           | 1953        | 1957-1960                      | 53                                            |
| Sikorsky CH-37 Mojave           | Hélicoptère de transport                                           | Sikorsky Aircraft Corporation                            |       | | 1953        | 1956-1969                      | 154                                           |
| De Lackner HZ-1 Aerocycle       | Hélicoptère de reconnaissance                                      | de Lackner Helicopters                                   |       | Prototype. Programme annulé dans les années 1950. | 1954        | Jamais                         | 12                                            |
| Sikorsky H-34                   | Hélicoptère de transport                                           | Sikorsky Aircraft Corporation                            |       | Également hélicoptère de lutte anti-sous-marine dans l'US navy                                                                                                   | 1954        | 1954-1973                      | 2108                                          |
| Sikorsky XH-39 (en)             | Hélicoptère expérimental                                           | Sikorsky Aircraft Corporation                            |       | Premier hélicoptère militaire américain doté d'une turbine. | 1954        | Jamais                         | 1                                             |
| Bell UH-1 Iroquois              | Hélicoptère de transport                                           | Bell Aircraft Corporation                                |       | Il fut énormément utilisé lors de la guerre du Viêt Nam. | 1956        | 1959-Actif                     | 16000                                         |
| Hughes TH-55 Osage              | Hélicoptère d'entraînement                                         | Hughes Aircraft                                          |       | | 1956        | 1965-1995                      | 2800                                          |
| Sikorsky HH-52                  | Hélicoptère de sauvetage                                           | Sikorsky Aircraft Corporation                            |       | Sert dans l'US Coast Guard | 1958        | 1961-1993                      | 175                                           |
| Sikorsky SH-3 Sea King          | Hélicoptère de lutte anti-sous-marine                              | Sikorsky Aircraft Corporation                            |       | sert dans l'US Navy. Sert aussi dans des missions de transport et de sauvetage. C'est toujours un Sea King qui sert pour Marine One                              | 1959        | 1961-2006                      | 1500                                          |
| Sikorsky CH-3 Jolly Green Giant | Hélicoptère de transport                                           | Sikorsky Aircraft Corporation                            |       | Sert dans l'US Air Force. Dérivé du Sikorsky SH-3 Sea King. | 1959        | 1961-Actif                     | ?                                             |
| Kaman SH-2 Seasprite            | Hélicoptère de lutte anti-sous-marine                              | Kaman (entreprise)                                       |       | Sert aussi dans des missions de transport et de sauvetage. | 1959        | 1962-2001                      | 184                                           |
| Boeing CH-47 Chinook            | Hélicoptère de transport                                           | Boeing                                                   |       | | 1961        | 1962-Actif                     | 1180                                          |
| Sikorsky VH-3 Marine One        | Hélicoptère de transport présidentiel.                             | Sikorsky Aircraft Corporation                            |       | Utilisé par l'US Marine Corps. | 1961        | 1962-Actif                     | 21                                            |
| Sikorsky CH-54                  | Hélicoptère de transport                                           | Sikorsky Aircraft Corporation                            |       | La désignation du modèle militaire est Sikorsky CH-54 Tarhe. | 1962        | 1964-1991                      | 105                                           |
| Boeing CH-46 Sea Knight         | Hélicoptère de transport                                           | Boeing                                                   |       | Il existe une version civile, le Boeing-Vertol 107. | 1962        | 1964-2015                      | 524                                           |
| Hughes OH-6 Cayuse              | Hélicoptère de reconnaissance                                      | Hughes Aircraft                                          |       | Sert de modèle à la conception du Hughes MD 500. | 1963        | 1966-Actif                     | 1420                                          |
| MD Helicopters MH-6 Little Bird | Hélicoptère multi-rôle                                             | MD Helicopters                                           |       | Conçu sur la base d'un Hughes MD 500, lui-même dérivé d'un OH-6 Cayuse.                                                                                          | 1963        | 1980-Actif                     | ?                                             |
| Sikorsky CH-53 Sea Stallion     | Hélicoptère de transport                                           | Sikorsky Aircraft Corporation                            |       | Hélicoptère de transport lourd (jusqu'à 15 tonnes de charge) Il existe plusieurs variantes dont le Sikorsky MH-53 Pave Low, version spécifique à l'US Air Force. | 1964        | 1966-Actif                     | 500                                           |
| Bell AH-1 Cobra                 | Hélicoptère d'attaque                                              | Bell Helicopter Textron                                  |       | Encore utilisé dans l'US Marine Corps | 1965        | 1967-Actif                     | 1116                                          |
| Bell OH-58 Kiowa                | Hélicoptère de reconnaissance                                      | Bell Aircraft Corporation                                |       | Cinq versions: OH-58A, OH-58C, OH58C/S, OH-58D, OH-58D Kiowa Warrior                                                                                             | 1966        | 1969-2017                      | 2200                                          |
| Lockheed AH-56 Cheyenne         | Hélicoptère d'attaque                                              | Lockheed                                                 |       | Prototype. Programme stoppé en 1972. | 1967        | Jamais                         | 10                                            |
| Bell TH-57 Sea Ranger           | Hélicoptère d'entraînement.                                        | Bell Aircraft Corporation                                |       | Hélicoptère d'entraînement standard de l'US Navy et de l'US Marine Corps.                                                                                        | 1967        | 1968-2024 (prévisions en 2021) | 156                                           |
| Bell UH-1N Iroquois             | Hélicoptère de transport et de sauvetage.                          | Bell Aircraft Corporation                                |       | Version biturbine du Bell UH-1 Iroquois monoturbine. | 1969        | 1971-Actif                     |                                               |
| Agusta MH-68 Stingray           | Hélicoptère de reconnaissance armé                                 | Agusta                                                   |       | Exclusivement en service au sein de l'US Coast Guard. | 1971        | 2003-2008                      | 8                                             |
| Boeing YUH-61 (en)              | Hélicoptère multi-rôle                                             | Boeing                                                   |       | Conçu pour remplacer le Bell UH-1 Iroquois, concurrent refusé du Sikorsky UH-60 Black Hawk.                                                                      | 1974        | Jamais                         | 3                                             |
| Sikorsky UH-60 Black Hawk       | Hélicoptère multi-rôle                                             | Sikorsky Aircraft Corporation                            |       | Conçu pour remplacer le Bell UH-1 Iroquois. Sert dans les quatre branches des Forces armées des États-Unis.                                                      | 1974        | 1979-Actif                     | 2600                                          |
| Sikorsky HH-60 Pave Hawk        | Hélicoptère de recherche et de sauvetage                           | Sikorsky Aircraft Corporation                            |       | | 1974        | 1982-Actif                     | 101                                           |
| Bell YAH-63 (en)                | Hélicoptère d'attaque                                              | Bell                                                     |       | Demeuré à l'état expérimental, concurrent rejeté de l'AH-64 Apache.                                                                                              | 1975        | Jamais entré en service        | 3                                             |
| Boeing AH-64 Apache             | Hélicoptère d'attaque                                              | Hughes Aircraft,                                         |       | | 1975        | 1984-Actif                     | 1174                                          |
| Sikorsky SH-60 Seahawk          | Hélicoptère multirôle                                              | Sikorsky Aircraft Corporation                            |       | Utilisé dans l'United States Navy et l'United States Coast Guard. Dérivé du modèle de l'US Army, le Sikorsky UH-60 Black Hawk.                                   | 1979        | 1984-Actif                     | ?                                             |
| Aérospatiale HH-65 Dolphin      | Hélicoptère de recherches et de sauvetages en mer                  | Aérospatiale                                             |       | Utilisé dans l'United States Coast Guard exclusivement. | 1980        | 1985-Actif                     | 102                                           |
| Boeing-Bell V-22 Osprey         | Hélicoptère de transport                                           | Boeing/Bell                                              |       | Hybridation d'un avion de transport militaire et d'un hélicoptère                                                                                                | 1989        | 2007-Actif                     | 400 (en 2020)                                 |
| Sikorsky HH-60 Jayhawk          | Hélicoptère de recherches et de sauvetage.                         | Sikorsky                                                 |       | Utilisé dans l'United States Coast Guard exclusivement. | 1989        | 1990-Actif                     | 45                                            |
| Bell TH-67 Creek                | Hélicoptère d'entraînement.                                        | Bell                                                     |       | Hélicoptère d'entraînement standard de l'US Army. | 1991        | 1993-2021.                     | 181                                           |
| MD Helicopters MH-90 Explorer   | Hélicoptère multirôle                                              | Boeing/MD Helicopters                                    |       | Utilisé dans l'United States Coast Guard exclusivement. | 1992        | 1998-2000                      | 2                                             |
| Boeing-Sikorsky RAH-66 Comanche | Hélicoptère d'attaque                                              | Boeing/Sikorsky                                          |       | Prototype. Programme annulé en 2004. | 1996        | Jamais                         | 5                                             |
| Bell UH-1Y Venom                | Hélicoptère multirôle                                              | Bell Aircraft Corporation                                |       | Destiné à remplacer le Bell UH-1 Iroquois dans l'United States Marine Corps Aviation.                                                                            | 2001        | 2008-Actif                     | 54                                            |
| Bell ARH-70 Arapaho             | Hélicoptère de reconnaissance armée                                | Bell Aircraft Corporation                                |       | Prototype. Programme annulé en 2008. | 2006        | Jamais                         | 4                                             |
| Eurocopter UH-72 Lakota         | Hélicoptère de liaisons, évacuation sanitaire, et transport léger. | American Eurocopter                                      |       | Destiné à remplacer les Bell UH-1H/V dans l'US Army. | 2006        | 2007-Actif                     | 480                                           |
| Lockheed Martin VH-71 Kestrel   | Hélicoptère                                                        | Lockheed Martin/AgustaWestland/Bell Aircraft Corporation |       | Prototype. Programme annulé. | 2007        | Jamais                         | 9                                             |
| Piasecki X-49                   | Hélicoptère                                                        | Piasecki Helicopter                                      |       | Prototype en cours de développement. | 2007        |                                | 1                                             |
| MH-139 Grey Wolf                | Hélicoptère utilitaire                                             | Leonardo:Boeing                                          |       | Destiné au remplacement des Bell UH-1N dans le Global Strike Command de l'USAF.                                                                                  |             | Août 2022                      | 84 prévus à l'origine, 42 prévus en mars 2024 |
| Sikorsky VH-92 Superhawk        | Hélicoptère de transport présidentiel.                             | Sikorsky                                                 |       | En cours de développement. Destiné au remplacement des Sikorsky VH-3                                                                                             | 2015        | 2021                           | 23 prévus                                     |
| AgustaWestland TH-73A Thrasher  | Hélicoptère d'entrainement standard de l’US Navy.                  | Leonardo                                                 |       | Destiné au remplacement des TH-57 Sea Ranger | 2018        | 2021                           | 66 commandés en novembre 2020, 130 prévus     |